# Sievers’sche Apotheke

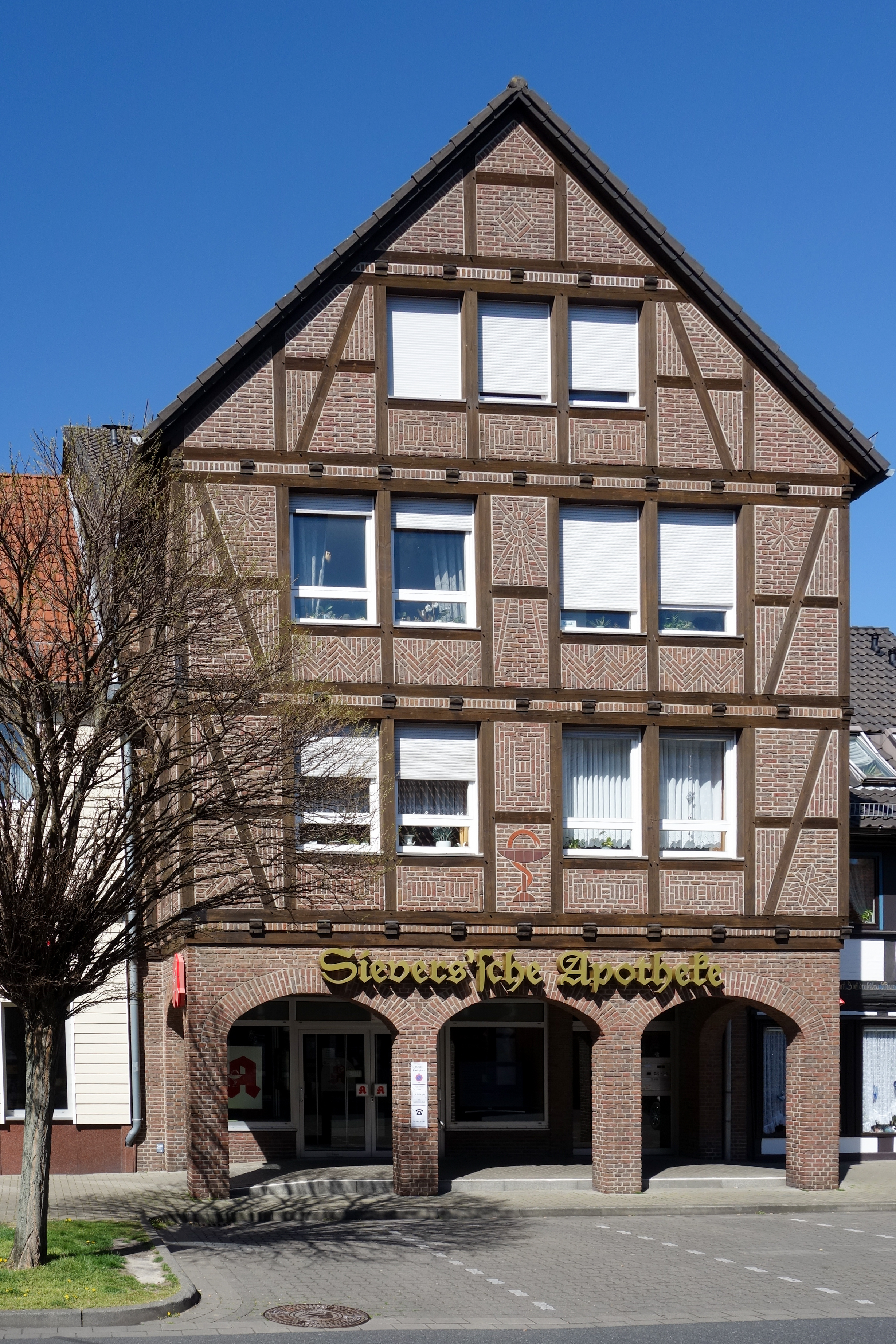
Sievers‘sche Apotheke

Die Sievers’sche Apotheke in Salzgitter-Bad ist die älteste Apotheke auf dem Gebiet der heutigen Stadt Salzgitter. Sie wurde 1749 von Gottfried Christian Albrecht Sievers gegründet und ist seitdem in der neunten Generation durchgängig im Besitz der Familie Sievers. Damit zählt sie zu den ältesten Apotheken Deutschlands, die sich bis heute ununterbrochen im Besitz derselben Familie befinden.

## Vorgeschichte und Gründung der Apotheke
Mitte des 17. Jahrhunderts lebte die Familie Sievers im hessischen Sooden bei Allendorf. Christoph Sievers, der Urgroßvater des Gründers, war als Solemeister in der dortigen Saline beschäftigt. Er zog zwischen 1660 und 1664 mit einem Großteil seiner Familie in das damalige Salzliebenhalle (heute: Salzgitter-Bad), wo er in der Saline eine Anstellung erhalten hatte.
Gottfried Christian Albrecht Sievers, der Gründer der Sievers’schen Apotheke, wurde am 17. November 1710 in Gandersheim geboren. Sein Vater war der Bader und Chirurg Johann Christoph Sievers (1669–1736). Von ihm wurde Gottfried Christian Albrecht in die Grundlagen der Chirurgie eingeführt. Von 1731 bis 1732 belegte er an der medizinischen Fakultät in Erfurt Vorlesungen über Anatomie und Chirurgie. Danach nahm er eine Stellung als Chirurg bei einem kaiserlichen Regiment an. Nachdem sein Vater gestorben war, kehrte Gottfried Christian 1737 nach Gandersheim zurück. Dort begann er einen Handel mit Gewürzen und betrieb eine kleine Apotheke sowie eine chirurgische Praxis. Zwei Jahre später verlegte er seinen Betrieb nach Salzliebenhalle, hier heiratete er am 11. November 1739 Sophia Margarethe Catharina Bosse, die Tochter des Bürgermeisters. Sein Cousin Johann Christoph Sievers (1693–1764) war zu der Zeit Pächter der Saline und damit ein einflussreicher Mann in dem kleinen Ort.
Zu dieser Zeit hatte es in Salzliebenhalle bereits mehrere Apotheken gegeben. Die erste wurde 1686 von Andreas Kinderling gegründet. Um 1690 eröffnete die Braunschweiger Hofapotheke eine Filialapotheke. Der aus Seesen stammende Handelsmann Johann Christian Pfeiffer übernahm 1738 eine 10 Jahre zuvor von Friedrich Böker gegründete Apotheke. All diesen Apotheken war gemein, dass sie zwar eine Konzession zum Betrieb erhalten hatten, ihnen aber kein Privileg gewährt worden war, durch das andere vom Verkauf von Arzneien ausgeschlossen gewesen wären.
Gottfried Christian Albrecht Sievers war der Erste in Salzliebenhalle, dem der Hildesheimer Fürstbischof Clemens August am 20. November 1749 ein solches Privileg zur Einrichtung einer Apotheke ausstellte. Zur positiven Beurteilung seines Antrags trugen das Zeugnis der medizinischen Fakultät Erfurt bei sowie seine Erfahrungen, die er in seiner Dienstzeit als Chirurg erworben hatte.
Durch dieses Privileg war Sievers der einzige, der künftig Arzneien vertreiben durfte. Hiergegen wandte sich die übrige Kaufmannschaft des Ortes und strengte einen Prozess gegen Sievers’ Privileg an, der aber abgewiesen wurde. Da der Streit damit nicht beigelegt war und der Apotheke ein Boykott drohte, gab Sievers 1753 auf und nahm wieder eine Stelle als Regimentschirurg an. Er starb 1758.

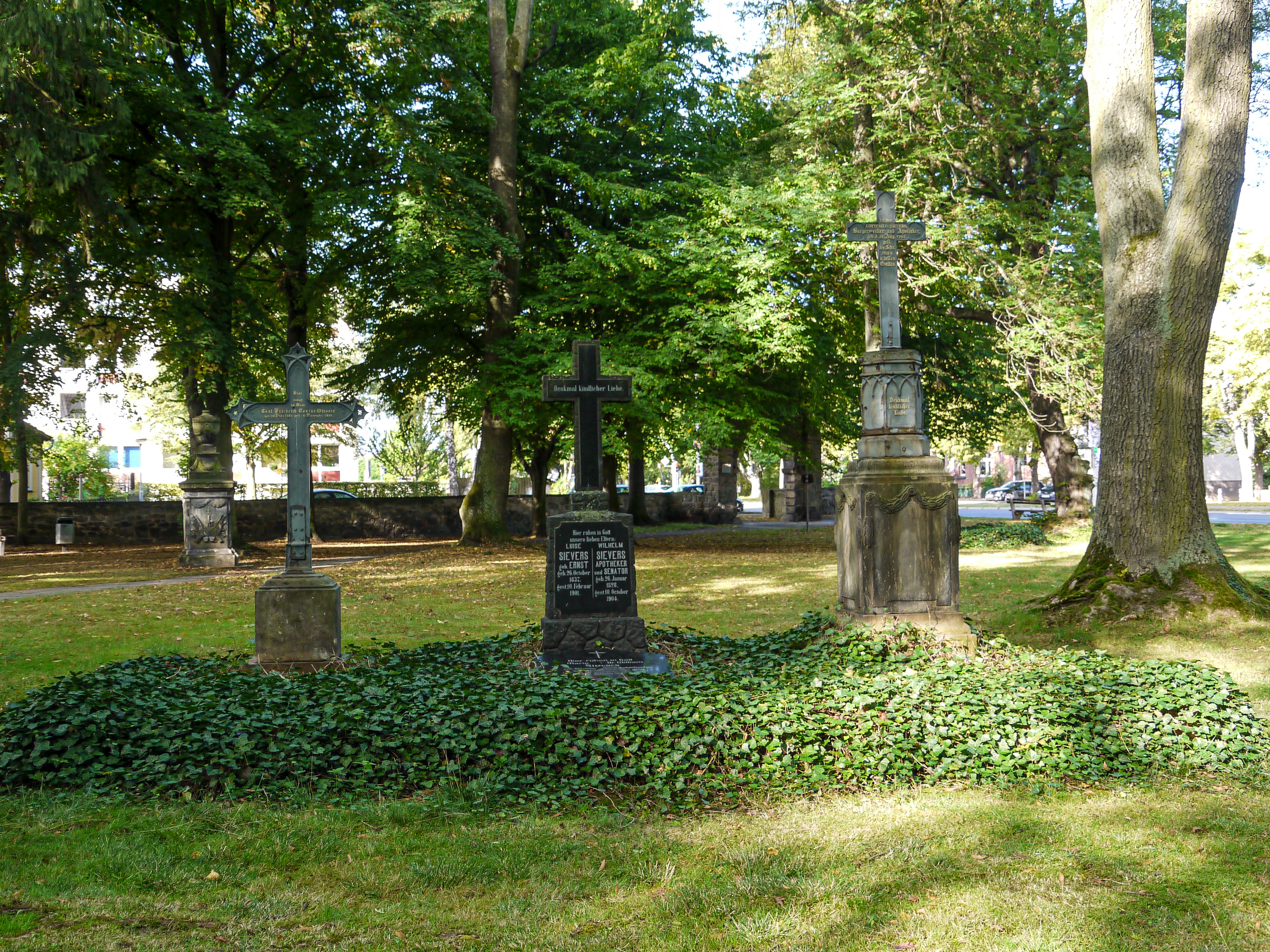
Grabstätte der Apothekerfamilie Sievers auf dem Vöppstädter Friedhof

Das Privileg für seine Apotheke hatte Sievers nicht zurückgegeben und so konnte sein Sohn Gottfried Heinrich Sievers (1743/44–1824) den Apothekenbetrieb 1769 übernehmen. Heinrich Sievers hatte 1764 seine Ausbildung zum Apotheker abgeschlossen und anschließend fünf Jahre als Geselle in Hornburg und Zerbst gearbeitet. Zu der Zeit gab es in Salzliebenhalle noch zwei weitere Apotheken, die aber um 1780 ihren Betrieb eingestellt hatten. Dann erst stellte Sievers seinen Antrag auf ein Exclusiv-Privileg für seine Apotheke, das ihm am 21. November 1783 ausgestellt wurde. Hierfür musste er sich verpflichten, seine Apotheke gemäß der geltenden Medizinalordnung zu führen. Als jährliche Gebühr waren sechs Reichstaler an die bischöfliche Kasse abzuführen. Sievers beteiligte sich auch an der Leitung der Kaufmannsgilde und wurde 1790 einstimmig zum Bürgermeister von Salzgitter gewählt; dieses Amt behielt er bis zum Beginn der Franzosenzeit (1807) bei. Gottfried Heinrich starb 1824, er wurde auf dem Vöppstedter Friedhof begraben. Außer dem Grab von Gottfried Heinrich und seiner Ehefrau Johanna Friederike Amalie sind auf dem Vöppstedter Friedhof noch weitere Gräber der Familie Sievers erhalten.

## Betrieb im 19. Jahrhundert
Carl Friedrich Conrad Sievers (1781–1853), der Sohn von Gottfried Heinrich, war von 1794 bis 1799 beim Apotheker Heyer in der Braunschweiger Apotheke am Hagenmarkt in die Lehre gegangen; danach war er als Gehilfe in Apotheken in Lüchow, Harburg, Hamburg, Wunstorf, Plön und Ritzebüttel tätig. Ab 1813 arbeitete er als erster Gehilfe in der Apotheke seines Vaters, die er 1823 nach seinem Examen als Apotheker übernahm.
Nach der Übernahme führte Carl zunächst eine Modernisierung der väterlichen Apotheke durch, die 1825 abgeschlossen war. In einem späteren Revisionsbericht wird ihm bescheinigt, dass „die Apotheke gegenwärtig in allen ihren Teilen so vortrefflich und zweckmäßig eingerichtet ist, daß sie in der Tat nichts zu wünschen übrig läßt.“ Diese Einrichtung wurde von der Apotheke bis zum Umbau 1980 genutzt und danach dem Braunschweigischen Landesmuseum gestiftet.
Im September 1828 eröffnete Carl Sievers im nahegelegenen Liebenburg eine Zweigapotheke, für die er bald darauf in der heutigen Schlossstraße ein neues Haus baute, das er im Herbst 1830 bezog. Im Februar 1832 verkaufte Carl seine Liebenburger Apotheke an den Apotheker Emanuel Donner, dem er schon vorher die Leitung übertragen hatte.
Bei einer Überprüfung der Apotheke 1817 durch den staatlichen Revisor Professor Friedrich Stromeyer wurde im Zinkoxid, das Sievers zur Herstellung von Arzneien von der Chemischen Fabrik zu Salzgitter bezog, eine gelbliche Verunreinigung entdeckt. Bei der Untersuchung entdeckte Stromeyer das Element Cadmium.
Carl Sievers’ Sohn Johann Friedrich Wilhelm (1828–1904) war der Erste der Familie, der Pharmazie studiert hatte. Seine Lehre hatte er von 1843 bis 1847 bei Friedrich Ludwig Bethke in der Rats-Apotheke zu Clausthal absolviert, die folgenden vier Jahre war er in verschiedenen Apotheken als Gehilfe tätig. Danach studierte er in Göttingen Pharmazie und legte dort sein Apothekerexamen ab. Auch seine beiden Söhne wurden Apotheker. William, der ältere von beiden, führte die Apotheke des Vaters weiter, sein jüngerer Bruder Kuno übernahm 1893 die Apotheke in Meine (heute: Alte Apotheke).

## Betrieb seit Ende des 19. Jahrhunderts
William Sievers (1858–1921), der Sohn von Johann Friedrich Wilhelm Sievers, legte sein Abitur am Gymnasium in Wolfenbüttel ab. Nach seiner Ausbildung zum Apotheker arbeitete er fünf Jahre an verschiedenen Orten, bevor er 1884 in München das Studium der Pharmazie begann. Nach dem Staatsexamen studierte er in Straßburg und Gießen Chemie und promovierte zum Dr. phil. Von 1889 bis 1921 führte er die Apotheke seines Vaters.
Joachim Sievers (1897–1970) war der Sohn von William Sievers, er begann 1914 seine Apothekenlehre. Im Anschluss studierte er Pharmazie in Würzburg, Gießen und Braunschweig.
1970 übernahm Otto Sievers die Apotheke von seinem Vater Joachim. Als die alten Räume der Apotheke den geänderten Vorschriften nicht mehr genügten, ließ er das alte Gebäude der Apotheke, in dem sie seit der Gründung ihren Sitz hatte, 1980 durch einen Neubau ersetzen.
Joachim Sievers übernahm die Apotheke 1994 von seinem Vater als achte Generation. Er war Apotheker und Pharmazierat. Seit 2023 führt sein Sohn Adrian die Apotheke – nunmehr in der neunten Generation.